# الوئام المدني
الوئام المدني هو عبارة عن مشروع اصلاحي اقره الرئيس عبد العزيز بوتفليقة بعد توليه الحكم في 13 يوليو سنة 1999 يشمل العديد من المواد وذلك بغية النهوض بالبلاد من حالة اللاأمن التي كانت آنذاك وإقامة مصالحة وطنية شاملة تمحو آثار عشرية سوداء التي مرت على الجزائر.

## اسباب إصدار القانون
خلال أكثر من عشر سنوات كانت عسيرة على الشعب الجزائري دخلت الجزائر في دوامة من العنف والفوضى، وتخريب وتدمير للمنشآت العمومية من تنفيذ الجماعات الإرهابية. دام هذا الوضع المؤسف تقريبا عشر سنوات تداول خلاله على السلطة عدد من الرؤساءوهم كل من محمد بوضياف علي كافي الذي لم تدم مدة حكمه فترة طويلة وصولا إلى اليامين زروال، عملوا كلهم على إخماد نار الفتنة وذلك بإدخال بعض الإصلاحات الاقتصادية قصد تحسين الظروف المعيشية للمواطنين وبالتالي ضمان السلم والأمن والاستقرارلكن اغلب المحاولات باءت بالفشل لعدم توفر قاعدة صحيحة لهذه الإصلاحات وبناء استراتيجة متينة للحوار مع الجماعات الارهابية والنهوض بالبلاد من هذه الدوامة التي اتت على الأخضر واليابس.
وفي سنة 1999اانتخب عبد العزيز بوتفليقة رئيسا رابعا خلال هذه الفترة المؤلمة، وضع الشعب الجزائري كل الآمال فيه ليجد مخرجا سلميا لهذه الأزمة وقد حاول سيادة الرئيس منذ وصوله إلى سدة الحكم إيجاد حلول فعالة لإعادة السلم والامن للبلاد وكان هذا من أبرز الوعود التي قالها للشعب عند انتخابه وبعد فترة وجيزة من توليه الحكم اصدر بوتفليقة قنون الوئام المدني.

## طريقة التصويت عليه
أصدر رئيس الجمهورية السيد عبد العزيز بوتفليقة القانون المتعلق بالوئام المدني بالصيغة التي صوت عليها مجلس الأمة. وصادق المجلس القضائي الشعبي الوطني من قبل على قانون الوئام المدني بـ 288 صوتا مؤيدا بينما امتنع 16 عضوا عن التصويت ولم يتم تسجيل أي صوت معارض للمشروع. من جهته، صادق مجلس الأمة على مشروع القانون حول الوئام المدني بـ 131 صوتا مؤيدا بينما امتنع 5 أعضاء عن التصويت ولم يتم تسجيل أي صوت معارض للمشروع.
و بالتالي، عزز البرلمان بتصويته على مشروع القانون بالأغلبية الساحقة مبادرة الرئيس الرامية إلى إقرار الوئام المدني.
و لجأ رئيس الجمهورية وفقا لالتزامه سابقا إلى تنظيم استفتاء شعبي من أجل تعزيز سيادة الشعب وإبعاد أي حجة باطلة من شأنها المساس بمصداقية البرلمان بغرفتيه. وفي يوم 16 سبتمبر 1999، "تمت المصادقة على مشروع القانون حول الوئام المدني عقب تنظيم استفتاء أسفرت نتائجه على تصويت الشعب "بنعم" بنسبة 6ر98 بالمائة.

## مواد القانون

### الفصل الأوّل

#### أحكام عامّــة
المادّة الأولى : يندرج هذا القانون في إطار الغاية السامية المتمثلة في استعادة الوئام المدني، ويهدف إلى تأسيس تدابير خاصة بغية توفير حلول ملائمة للأشخاص المورطين والمتورطين في أعمال إرهاب أو تخريب، الّذين يعبّرون عن إرادتهم في التوقف، بكل وعي عن نشاطاتهم الإجرامية، بإعطائهم الفرصة لتجسيد هذا الطموح، على نهج إعادة الإدماج المدني في المجتمع.
وللاستفادة من أحكام هذا القانون يجب على الأشخاص المذكورين في الفقرة أعلاه إشعار السلطات المختصّة بتوقفهم عن كلّ نشاط إرهابي والحضور أمامها.
المادّة 2 : يستفيد الأشخاص المذكورون في المادّة الأولى أعلاه، وفقا للشّروط التي حدّدها هذا القانون،
وحسب الحالة، من أحد التدابير الآتية:
- الإعفاء من المتابعات،
- الوضع رهن الإرجاء،
- تخفيف العقوبات.

### الفصل الثاني

#### الإعفاء من المتابعات
المادّة 3 : لا يتابع قضائيّا من سبق أن انتمى إلى إحدى المنظمات المذكورة في المادّة 87 مكرّر 3 من قانون العقوبات داخل الوطن أو خارجه، ولم يرتكب أو يشارك في أيّة جريمة من الجرائم المنصوص عليها في المادّة 87 مكرّر من قانون العقوبات، أدّت إلى قتل شخص أو سبّبت له عجزا دائما أو اغتصابا أولم يستعمل متفجّرات في أماكن عموميّة أو أماكن يتردّد عليها الجمهور، والّذي يكون قد أشعر في أجل ستّة (6) أشهر ابتداء من تاريخ صدور هذا القانون، السلطات المختصّة بتوقفه عن كلّ نشاط إرهابي أو تخريبي وحضر تلقائيا أمام هذه السلطات المختصّة.
المادّة 4 : ضمن نفس الشّروط المنصوص عليها في المادّة 3 أعلاه، لن يتابع الشخص الذي كان حائزا أسلحة أو متفجّرات أو وسائل مادية أخرى وسلّمها تلقائيّا إلى السّلطات المختصّة.
المادّة 5 : بغضّ النظر عن جميع الأحكام المخالفة لأحكام هذا القانون يحرم المستفيدون من أحكام المادّتين الثالثة (3) والرابعة (4) أعلاه في كل الحالات من الحقوق المنصوص عليها في المادّة الثامنة (8) البند الثاني (2) من قانون العقوبات وذلك لمدّة عشر (10) سنوات ابتداء من تاريخ قرار الإعفاء من المتابعات.

### الفصل الثالث

#### الوضع رهن الإرجاء
المادّة 6 : يتمثّل الوضع رهن الإرجاء في التّأجيل المؤقّت للمتابعات خلال فترة معيّنة بغرض التأكّد من الاستقامة الكاملة للشخص الخاضع لها.
المادّة 7 : يستفيد من تدبير الإرجاء وفقا للمدد والشّروط المحدّدة فيما يأتي، الأشخاص الّذين سبق أن انتموا إلى إحدى المنظمات المذكورة في المادّة 87 مكرّر 3 من قانون العقوبات، والّذين، في أجل ستّة (6) أشهر ابتداء من تاريخ صدور هذا القانون، أشعروا السلطات المختصّة بتوقفهم عن كل نشاط إرهابي أو تخريبي وحضروا تلقائيّا أمامها فرديّا أو جماعيّا.
يستثنى من الاستفادة من أحكام هذه المادّة، الأشخاص الّذين ارتكبوا أو شاركوا في ارتكاب جرائم أدّت إلى قتل شخص، أو تقتيل جماعي أو اعتداءات بالمتفجّرات في أماكن عمومية أو أماكن يتردّد عليها الجمهور أو اغتصاب.
المادّة 8 : بغضّ النّظر عن أحكام المادّة السابعة (7) أعلاه، يمكن أن يستفيد من الوضع رهن الإرجاء من سبق أن انتموا إلى إحدى المنظمات المذكورة في المادّة 87 مكرّر 3 من قانون العقوبات والّذين لم يرتكبوا التقتيل الجماعي ولم يستعملوا المتفجّرات في الأماكن العموميّة أو الأماكن الّتي يتردّد عليها الجمهور، والّذين أشعروا جماعيّا وتلقائيّا في أجل ثلاثة (3) أشهر، ابتداء من تاريخ صدور هذا القانون، السلطات المختصّة بتوقّفهم عن كلّ نشاط إرهابي أو تخريبي وحضروا أمام هذه السلطات، والّذين يكون قد سمح لهم بالمشاركة، تحت سلطة الدّولة، في محاربة الإرهاب.
يجب على الأشخاص الّذين انتموا إلى إحدى المنظمات المذكورة في الفقرة أعلاه القيام بتصريح، يشهدون على صدقه، بالأسلحة، والمتفجّرات والذخيرة والوسائل المادية الموجودة في حوزتهم وتسليمها إلى السلطات التي حضروا أمامها.
يجب أن يشمل هذا التّصريح زيادة على ذلك الأعمال الّتي ارتكبوها أو الّتي شاركوا في ارتكابها.
توضّح كيفيات تطبيق هذه المادّة، عند الحاجة، عن طريق التنظيم.
المادّة 9 : يترتّب على انقضاء الإرجاء الممنوح تطبيقا للمادّة الثامنة (8) من هذا القانون تحريك الدعوى العمومية، مع الاستفادة من أحكام المادّة الثامنة والعشرين (28) من هذا القانون.
المادّة 10 : إذا تمّ، خلال تأجيل المتابعات، التأكّد من وقائع غير مصرّح بها ضدّ شخص أو عدّة أشخاص خاضعين للإرجاء، يلغى فورا تأجيل المتابعات الجزائية ويتمّ حينئذ تحريك الدعوى العمومية وفقا لقواعد القانون العام.
المادّة 11 : بغضّ النظر عن كلّ الأحكام المخالفة ينجر عن الوضع رهن الإرجـاء بقوّة القانون الحرمان من الحقوق المنصوص عليها في المادّة الثامنة (8) البند الثاني (2) من قانون العقوبات.
يجوز للجنة الإرجاء المذكورة في المادّة الرابعة عشرة (14) من هذا القانون إرفاق قرارها بتدبير أو أكثر من التدابير المنصوص عليها في المادّتين الثامنة (8) والتاسعة (9) من قانون العقوبات والمادّة 125 مكرّر 1 من قانون الإجراءات الجزائية.
يجوز للجنة الإرجاء، خلال مدّة الإرجاء، واعتبارا لسلوك المعني بالأمر، التّخفيف الكليّ أو الجزئيّ للتدابير المتّخذة.
تنفذ التدابير المتّخذة وفقا للاجراءات المنصوص عليها في هذا القانون وتلغى بنفس الأشكال.
يسجّل قرار الوضع رهن الإرجاء والتدابير المرافقة، بناء على الرّأي الصّادر عن لجنة الإرجاء، في صحيفة السوابـق القضائيــة للشّخــص المعــني، لكنّـه لا يسجّل في البطاقة رقم 3.
يتمّ، بقوّة القانون، حذف الإشارة المسجّلة في صحيفة السوابق القضائيّة عند انقضاء الإرجاء.
المادة 12 : يقرّر الوضع رهن الإرجاء لفترة أدناها ثلاث (3) سنوات وأقصاها عشر (10) سنوات.
المادة 13 : دون المساس بالأحكام الأخرى لهذا القانون، يخضع الأفراد المؤهلون لنظام الإرجاء والذين يسمح لهم بخدمة الدّولة في محاربة الإرهاب والتّخريب لفترة إرجاء أقصاها خمس (5) سنوات، ولا يخضعون للتدابير المنصوص عليها في المادة الثامنة (8) البند الأوّل (1) من قانون العقوبات.
المادة 14 : يمكن أن تؤسّس في النطاق الإقليميّ لكلّ ولاية لجنة إرجاء تكلّف بما يأتي:
- اتّخاذ القرار بشأن الوضع رهن الإرجاء،
- اتّخاذ التدابير التي يخضع لها الشّخص الموضوع رهن الإرجاء،
- إثبات إلغاء الإرجاء، والنّطق به،
- اقتراح أيّ تدبير على السلطات المختصة لمراقبة الوضع رهن الإرجاء،
- إثبات انقضاء الإرجاء وتسليم الشّهادة المثبتة له،
- تعيين مندوب الإرجاء.
المادة 15 : تتشكّل لجنة الإرجاء من:
- النائب العام المختص إقليميا، رئيسا،
- ممثّل عن وزير الدّفاع الوطني،
- ممثّل عن وزير الداخلية،
- قائد مجموعة الدّرك الوطني للولاية،
- رئيس الأمن الولائي،
- نقيب المحامين أو ممثّله المؤهّل.
المادة 16 : تحدّد، عند الحاجة، كيفيات إخطار لجنة الإرجاء وقواعد سيرها عن طريق التّنظيم.
يجب ضمان الحقّ في الدّفاع واحترامه خلال كلّ مراحل الإجراءات الخاصة بالإرجاء.
المادة 17: تتولّى تنفيذ التدابير المقرّرة في إطار الإرجــاء وكــذا متابعــة ومــراقبة احترامها سلطات الـشّـرطـة القـضائيّة المــذكــورة فـي الــمــادة 15 (من الفقرات 2 إلى 7) من قانون الإجراءات الجزائيّة وذلك تحت إدارة النّائب العام.
تحدّد كيفيات تطبيق هذه المادة عن طريق التّنظيم.
المادة 18: في حالة تهرّب شخص خاضع للإرجاء من أحد التدابير المفروضة عليه، أمكن لجنة الإرجاء المخطرة أن تعلن إلغاء الإرجاء.
يجوز في هذه الحالة تحريك الدعوى العمومية وفقا للقانون العام بالنسبة إلى الوقائع التي برّرت تأجيل المتابعات، وعند الاقتضاء، بالنسبة إلى الوقائع التي أدّت إلى إلغاء الوضع رهن الإرجاء.
لا تسري مدّة تقادم الدعوى العمومية إلاّ ابتداء من يوم اتّخاذ قرار إلغاء الإرجاء.
المادّة 19 : لا يتمّ اتّخاذ قرار إلغاء الإرجاء إلاّ بعد أن يكون المعني بالأمر قد مكّن من أن يقدّم أمام لجنة الإرجاء كلّ تفسير ممكن حول الوقائع المبرّرة لتنفيذ عمليّة الإلغاء.
يمكن المعني بالأمر أن يستعين بأيّ محام يختاره.
المادّة 20 : يمكن الشخص الذي تمّ إلغاء وضعه رهن الإرجاء أن يقدّم طعنا ولائيّا لدى لجنة الإرجاء الموسّعة إلى رئيس محكمة مقرّ الولاية، في أجل عشرة (10) أيام، ابتداء من النطق بالإلغاء أو اليوم الذي يفترض فيه علمه بالإلغاء.
يترتّب على الطّعن تعليق تنفيذ قرار الإلغاء.
يمكن أن يرفق قرار الإلغاء بكل تدبير يضمن امتثال المعني بالأمر خلال مدّة الطعن.
المادّة 21 : تبتّ لجنة الإرجاء الموسّعة في الطّعــن فـي أجــل عشرة (10) أيــام، ابتــداء مــن تـاريخ إخطارها.
المادّة 22 : يمكن رفع حالة الإرجاء مسبقا بناء على قرار من لجنة الإرجاء عندما يتميّز الشّخص الخاضع للإرجاء بسلوك استثنائي في خدمة البلاد، أو يكون قد قدّم براهين كافية على استقامته.
يجوز أن يكون الرفع المسبق للإرجاء مشروطا، غير أن مدّة الرفع المشروط لا يمكن أن تتجاوز سنة واحدة، يصبح الرفع نهائيا بعد انقضاء هذه المدّة.
المادّة 23 : ينتهي مفعول الوضع رهن الإرجاء في كل الحالات، بانتهاء المدّة المحدّدة له.
المادّة 24 : تثبت لجنة الإرجاء انقضاء الوضع رهن الإرجاء، بناء على تقرير مندوب الإرجاء، ويتجـسد ذلـك عــن طريق شهــادة يسلمها رئيس اللجنة.
المادّة 25 : يترتّب على انقضاء الإرجاء التقادم النهائي للدعوى العمومية بالنسبة إلى الأفعال التي بررته، دون المساس بأحكام المادّتين التاسعة (9) والثامنة والعشرين (28) من هذا القانون.
المادّة 26 : تسري آجال تقادم المتابعة بالنسبة إلى الأفعال المكتشفة بعد انقضاء الوضع رهن الإرجاء طبقا لقواعد القانون العام، ابتداء من يوم انقضاء الوضع رهن الإرجاء.

### الفصل الرابع

#### تخفيف العقوبات
المادّة 27 : يستفيد الأشخاص، الّذين سبق أن انتموا إلى إحدى المنظمات المذكورة في المادّة 87 مكرّر 3 من قانون العقوبات والّذين أشعروا، في أجل ثلاثة (3) أشهر، ابتداء من تاريخ صدور هذا القانون، السلطات المختصّة بتوقفهم عن كل نشاط إرهابي أو تخريبي وحضروا تلقائيّا أمامها، والذين لم يسمح لهم بالاستفادة من نظام الإرجاء ولم يرتكبوا التقتيل الجماعي ولم يستعملوا متفجرات في أماكن عمومية أو أماكن يتردد عليها الجمهور، من تخفيف العقوبات وفقا للشروط الآتية:
- السجن لمدّة أقصاها اثنتا عشرة (12) سنة عندما يكون الحدّ الأقصى للعقوبة التي ينصّ عليها القانون الحكم بالإعدام أو بالسجن المؤبّد،
- السجن لمدّة أقصاها سبع (7) سنوات عندما يتجاوز الحدّ الأقصى للعقوبة التي ينصّ عليها القانون عشر (10) سنوات ويقل عن عشرين (20) سنة،
- الحبس لمدّة أقصاها ثلاث (3) سنوات عندما يساوي الحدّ الأقصى للعقوبة التي ينصّ عليها القانون عشر (10) سنوات،
يخفّف الحدّ الأقصى للعقوبة في كل الحالات الأخرى بالنصف.
المادّة 28 : يستفيد الأشخاص الّذين سبق أن انتموا إلى إحدى المنظّمات المذكورة في المادّة 87 مكرّر 3 من قانون العقوبات، والّذين يكونون قد قبلوا للوضع رهن الإرجاء، من تخفيف العقوبات وفقا للشروط الآتية:
- السجن لمدّة أقصاها ثماني (8) سنوات عندما يكون الحدّ الأقصى للعقوبة التي ينصّ عليها القانون الحكم بالإعدام أو السّجن المؤبّد،
- الحبس لمدّة أقصاها خمس (5) سنوات عندما يتجاوز الحدّ الأقصى للعقوبة التي ينصّ عليها القانون عشر (10) سنوات ويقلّ عن عشرين (20) سنة،
- الحبس لمدّة أقصاها سنتان (2) في كل الحالات الأخرى.
المادّة 29 : في كلّ الحالات الأخرى، يستفيد الأشخاص، الّذين سبق أن انتموا إلى إحدى المنظمات المذكورة في المادّة 87 مكرّر 3 من قانون العقوبات، والّذين أشعروا، في أجل ستّة (6) أشهر، السلطات المختصّة بتوقفهم عن كلّ نشاط إرهابي أو تخريبي وحضروا تلقائيّا أمامها، ابتداء من تاريخ صدور هذا القانون، من تخفيف العقوبة وفقا للمقاييس الآتية :
- السجن لمدة خمس عشرة (15) إلى عشرين (20) سنة عندما تكون العقوبة التي ينصّ عليها القانون الحكم بالإعدام،
- السّجن من عشرة (10) سنوات إلى خمس عشر (15) سنة عندما تكون العقوبة التي ينصّ عليها القانون السّجن المؤبّد،
يخفّف الحدّ الأقصى للعقوبة في كلّ الحالات الأخرى بالنصف.

### الفصل الخامس

#### الإجراءات
المادّة 30 : يمكن الأشخاص المذكورين في المادّة الأولى من هذا القانون الحضور تلقائيّا أمام السلطات القضائية أو الإدارية المؤهلة، المدنية أو العسكرية، مرفوقين، عند الحاجة، بوكيلهم و/أو محاميهم.
المادّة 31 : يجوز للنائب العام، حال إخطاره، أن يصدر فورا قرارا بالإحالة على الإقامة المؤقتة للمعني أو المعنيين بالأمر في أماكن يتمّ تحديدها عن طريق التنظيم ويأمر بأيّة تحقيقات ضرورية تتعلّق بالأشخاص.
المادّة 32 : يكون قرار الإقامة المؤقتة الذي يتّخذه النائب العام نافذا، بغض النظر عن كل حكم مخالف.
المادّة 33 : يعرض النائب العام الملف على لجنة الإرجاء خلال أقرب اجتماع ممكن وموات.
المادّة 34 : يبلّغ قرار لجنة الإرجاء إلى السلطات والهيئات المكلفة بتنفيذه وإلى المعني بالأمر، ويكون نافذا فورا.
المادّة 35 : تحدّد كيفيات تطبيق هذا الفصل، عند الضرورة، عن طريق التنظيم.

### الفصل السادس

#### أحكام خاصة
المادّة 36 : يستفيد من أحكام هذا القانون الأشخاص المذكورون في المادة الثالثة (3) أعلاه، المتهمون المسجونون أو غير المسجونين عند تاريخ صدوره.
المادّة 37 : يستفيد الأشخاص المذكورون في المادّة الثالثة (3) أعلاه، المسجونون المحكوم عليهم، عند تاريخ صدور هذا القانون، من الإفراج المشروط الفوري لبقية عقوبتهم، بغض النظر عن كل حكم مخالف.
المادّة 38 : يجوز للأشخاص الذين حضروا تلقائيا أمام السلطات المختصّة وأشعروها بتوقفهم عن كل نشاط إرهابي أو تخريبي قبل تاريخ صدور هذا القانون، والذين هم متهمون محكوم عليهم سواء كانوا مسجونين أو غير مسجونين، أن يستفيدوا، إذا توفرت فيهم شروط الاستفادة من الوضع رهن الإرجاء، إمّا من الإفراج وإمّا من تأجيل تنفيذ العقوبة، حسب الحالة، بغض النظر عن كل حكم مخالف، ويكونون خاضعين لنظام الإرجاء.
وخلال الإرجاء، يجوز تحويل التأجيل المؤقت لتنفيذ العقوبة إلى إفراج مشروط لفترة لا تتجاوز باقي العقوبة، وفي كلّ الأحوال، لا تتجاوز مدّة الإرجاء.
المادّة 39 : بغضّ النظر عن جميع الأحكام المخالفة، يحرم المستفيدون من أحكام المواد 36، 37 و38 أعلاه، في كل الحالات، من الحقوق المنصوص عليها في المادّة الثامنة (8) البند الثاني (2) من قانون العقوبات لمدّة عشر (10) سنوات ابتداء من تاريخ القابلية للاستفادة من التدابير المنصوص عليها في هذا القانون.
المادّة 40 : في حالة تحريك. الدعوى العمومية، يجوز لضحايا الأفعال المنصوص عليها في المادّة 87 مكرر من قانون العقوبات أو ذوي حقوقهم، أن يتأسّسوا كطرف مدني وأن يطالبوا بتعويض عن الضّرر الذي لحق بهم.
تقدّر التعويضات التي يمكن أن تمنحها في هذه الحالة الجهات القضائية، بعد خصم مبالغ التعويضات التي يمكن أن تكون قد منحت من جهة أخرى، طبقا للتشريع الساري المفعول. ويكون الدفع على عاتق الدولة التي تحتفظ بدعوى الرجوع ضدّ المدين، لكي تسترجع عند الاقتضاء، المبالغ التي دفعتها.
تحدّد كيفيات تطبيق هذه المادّة عن طريق التنظيم.
المادّة 41 : لا تطبــق الأحــكام المذكورة أعلاه - إلاّ عند الاقتضاء - على الأشخاص المنتمين إلى المنظمات التي قرّرت بصفة تلقائية وإرادية محضة إنهاء أعمال العنف ووضعت نفسها تحت تصرّف الدّولة كليّا.
المادّة 42 : تلغى أحكام الأمر رقم 95-12 المؤرّخ في 25 رمضان عام 1415 الموافق 25 فبراير سنة 1995 والمتضمّن تدابير الرحمة.
المادّة 43 : ينشر هذا القانون في الجريدة الرّسميّة للجمهوريّة الجزائريّة الدّيمقراطيّـة الشّعبيّة.

## نجاح نسبي للقانون واللجوء إلى قانون المصالحة الوطنية
عند وصول الرئيس عبد الغزيز بوتفليقه إلى الرئاسة سعى باتجاه إخراج الجزائر من الازمه السياسية والامنيه والحد من ظاهرة العنف والتخلص من عبئ المسؤولية التي اثقلت كاهل المؤسسة العسكرية فعمد لحساب تعزيز دور الرئاسة واصدر قانون الوئام المدني الذي حل محل قانون الرحمة الذي كان قد أطلقه زروال الأمر الذي ساعد في التخفيف من مستوى العنف مع تسليم المسلحين لسلاحهم لاسيما الجناح[ ؟ ] العسكري للجبهه الإسلامية للإنقاذ بزعامة مدني مرزاق كما وجه الاتهامات للمؤسسه العسكرية التي تسببت في اندلاع العنف بعد توقيفها المسار الانتخابي الا انه في ذات الوقت لم يستطع خلال مدة رئاسته الأولى المساس بتوازنات الجيش أو تجاوز الخطوط المرسومه له اما في مدة رئاسته الثانية فعمل إلى تعزيز صلاحياته الرئاسيه مستغلاً توجهات دوليه تدعو إلى ضرورة تجنب دخول الجيش الحياة السياسية الا ان إخفاق قانون الوئام المدني في معالجة الازمه جذريا كان بسبب الإخفاق في توفير المناخ السياسي الملائم ويذكر احمد[ ؟ ] جداعي (عضو في جبهة القوى الاشتراكية) ان قانون الوئام قد شهد اقبالاً من قبل المسلحين على القاء سلاحهم إلى أن بعضهم سرعان ما عاد إلى حمل السلاح وذلك بسبب تشابك التداخلات المحلية والاقليميه من ناحيه والاوضاع الاقتصادية البائسه وبطئ في تطبيق اجراءات العفو وعدم استفاده التائبين لحقوقهم المدنية وعدم ادماجهم في المجتمع من ناحية أخرى.
واقدم الرئيس بوتفليقه إلى إعلان ميثاق السلم والمصالحة الذي عده بمثابه الخطوة الثانية بالغاء المتابعات القضائية في حق كل الافراد الذي سلموا السلاح وطرح هذا المشروع في استفتاء شعبي في 29 / ايلول / 2005 وكانت نسبه المشاركة قد وصلت 80% بينما فاق عدد المصوتين بنحو 97% وهكذا يؤكد بان الشعب الجزائري صار تواقاً إلى نبذ العنف، الا ان جبهة الإنقاذ رفضت هذا الميثاق ورأى قادتها انهم قد حملو اوزار العنف وكانهم هم المتسببون الوحيدون في الازمه هذا الرفض حال دون انهاء العنف بصوره نهائية الا انه بدأ ينحسر تدريجياً